# مخزن أسلحة امتثالي
مخزن أسلحة امتثالي (بالإنجليزية: conformal weapons bays) والمعروف اختصارا بـ سي دبليو بي (CWB)، هو مخزن قابل للنزع واعادة التركيب حسب الحاجة، يستخدم لحمل الأسلحة داخل مخازن مدموجة مع بدن الطائرة (الاستغناء عن نقاط التعليق والتحميل) وذلك للحد من المقطع العرضي الراداري للمساعدة في تقنية التخفي. والمساحة المتبقية من مخزن الأسلحة الامتثالي سوف تستخدم في تخزين الوقود.